# Virslīga 1939-1940
L'edizione 1939-1940 della Virslīga fu la 19ª del massimo campionato lettone di calcio e ultima ad essere completata prima dell'invasione sovietica; fu vinta dall'Olimpija Liepāja, giunto al suo ottavo titolo.

## Formula
Il campionato era disputato da otto squadre che si incontrarono in turni di andata e ritorno, per un totale di 14 turni; erano previsti due punti per la vittoria, uno per il pareggio e zero per la sconfitta.

## Classifica finale
|                     | Pos. | Squadra          | Pt | G  | V  | N | P | GF | GS | DR  |
| ------------------- | ---- | ---------------- | -- | -- | -- | - | - | -- | -- | --- |
| Lettonia (bandiera) | 1.   | RFK Riga         | 23 | 14 | 10 | 3 | 1 | 40 | 11 | +29 |
|                     | 2.   | Olimpija Liepāja | 21 | 14 | 9  | 3 | 2 | 42 | 21 | +21 |
|                     | 3.   | ASK Rīga         | 16 | 14 | 6  | 4 | 4 | 40 | 26 | +14 |
|                     | 4.   | Hakoah Riga      | 15 | 14 | 7  | 1 | 6 | 21 | 25 | -4  |
|                     | 5.   | Rīgas Vilki      | 12 | 14 | 5  | 2 | 7 | 29 | 26 | +3  |
|                     | 6.   | VEF Riga         | 10 | 14 | 3  | 4 | 7 | 26 | 39 | -13 |
|                     | 7.   | US Riga          | 8  | 14 | 2  | 4 | 8 | 20 | 38 | -18 |
|                     | 8.   | RKSB Riga        | 7  | 14 | 2  | 3 | 9 | 17 | 49 | -32 |

## Statistiche

### Classifica cannonieri
| Gol |  |  | Giocatore         | Squadra          |
| --- |  |  | ----------------- | ---------------- |
| 15  |  |  | Fricis Kaņeps     | RFK Riga         |
| 15  |  |  | Aleksandrs Vanags | ASK Rīga         |
| 13  |  |  | Vaclavs Borduško  | ASK Rīga         |
| 12  |  |  | J.Bērziņš         | Olimpija Liepāja |
| 10  |  |  | Edgars Klāvs      | US Riga          |
| 10  |  |  | Ēriks Raisters    | RFK Riga         |
| 9   |  |  | Zamuels Garbers   | Hakoah Riga      |
| 8   |  |  | Jānis Rozītis     | VEF Riga         |
| 8   |  |  | Voldemārs Apsēns  | Olimpija Liepāja |
| 7   |  |  | Ernests Ziņģis    | Olimpija Liepāja |

## Squadra campione
| 1. | RFK |
|    | Portieri: Herberts Briedis (12); Voldemārs Liepiņš (2). Giocatori: Pēteris Lauks (14); Ēriks Raisters (14 / 10); Fricis Kaņeps (14 / 15); Jānis Lidmanis (13); Francis Krupšs (12 / 3); Leons Freimanis (11 / 2); Ernests Volgasts (11 / 1); Sergejs Maģers (8); Kārlis Upenieks (7 / 5); Vadims Ulbergs (7); Aleksandrs Rehtšprehers (6 / 2); Jānis Dobelis (6 / 1); Roberts Prūsis (6); Oskars Rusmanis (6); Ēriks Pētersons (4); Alfrēds Blūms (1). (presenze/reti) |